# 南港里 (蘆洲區)
南港里為台灣新北市蘆洲區轄下之一里，位於蘆洲南港子灰磘地區，目前在新北市1032里中人口排行第138名，在蘆洲所有里中則排行第9（2015年9月）。

## 交通

### 公車
- 14（蘆洲－台北車站）

## 政府機關
- 新北市政府警察局蘆洲分局及三民派出所：原址位於蘆洲區三民路609號，已遷移至正義里長榮路200號

## 零售商店
- 美廉社蘆洲永平店：位在蘆洲區永平街32巷

## 小吃
- 雜炊關東煮：位在蘆洲區三民路[2]

## 樂團
- 蘆洲青少年管絃樂團：位於蘆洲區永平街32巷21弄[3]